# Władysław Mazurkiewicz (Diplomat)

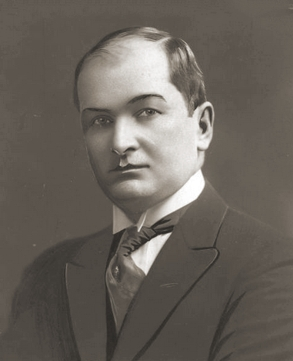
Władysław Mazurkiewicz

Władysław Mazurkiewicz (* 31. Januar 1887 in Warschau; † 1963) war ein polnischer Diplomat.

## Leben
Władysław Mazurkiewicz war der Sohn von Michalina Piotrowska und Jan Mazurkiewicz und heiratete Nieves Ramos Montero, ihr Sohn war Ladislao Mazurkiewicz. Er studierte in Warschau Rechtswissenschaft und bis 1909 an der Lomonossow-Universität. Er trat 1917 in den auswärtigen Dienst des Regentschaftskönigreich Polen, leitete 1918 die Konsularabteilung und 1919 die Personalabteilung im Außenministerium.
Von 1921 bis 1. April 1922 war er Geschäftsträger in Rio de Janeiro. Anschließend leitete er bis zum 30. Juni 1936 die polnische Auslandsvertretung in Buenos Aires; zunächst als Geschäftsträger, wurde aber am 27. Mai 1925 als Gesandter akkreditiert. Zeitgleich war er Gesandter in Montevideo, Asunción, Lima, La Paz und Quito.
Von 1937 bis 1939 war er Professor an der Wolna Wszechnica Polska (Free Polish University). Ein Jahr später wurde er bis 1945 als Gesandter der polnischen Exilregierung in London in Santiago de Chile berufen.

## Veröffentlichung
- Zasady indemnizacji strat wojennych w ich rozwoju historycznym", Wydział Rejestracji Strat Wojennych przy Radzie Głównej Opiekuńczej, Warszawa 1917.